# 樋口富雄
樋口 冨雄（ひぐち とみお、1942年10月22日 - ）は、日本の実業家。

## 経歴
福岡県出身。西南学院大学卒業後、1965年日動火災海上保険に入社。1993年に取締役に就任したその8年後の2001年社長に就任した。2002年には東京海上火災保険と日動火災海上保険が経営統合することになる。持株会社のミレアホールディングスが設立され、会長に就任した。
2005年3月31日に同職を退いたのち、ミレアホールディングスから商号変更した東京海上ホールディングス相談役に就任。